# Wero
Wero est un service de paiement pan-européen d'Europe de l'Ouest, porté par l'European Payments Initiative (EPI).
Le service permet depuis le 2 juillet 2024 de faire un paiement instantané entre particuliers à l'aide d'un numéro de téléphone mobile ou d'un QR code. Il remplace les services nationaux, Paylib en France, Payconiq en Belgique et Giropay (de) en Allemagne.
Le service propose une alternative fédéraliste européenne, concurrente aux acteurs américains, PayPal, Visa et Mastercard, dominants sur le marché mondial.

## Histoire

### Contexte
En 2012, le « projet Monnet », premier projet de carte de paiement européen, initié depuis deux ans, est abandonné,.
Le 13 mars 2024, l'Union européenne adopte un règlement sur le virement instantané en euros. Celui-ci impose aux prestataires de services de paiement de proposer des virements instantanés pouvant être exécutés en moins de dix secondes, 24 heures sur 24 et 7 jours sur 7. Les banques doivent également aligner les frais bancaires des virements instantanés sur ceux des virements classiques et d'en permettre l'émission d'ici au 9 janvier 2025,. Ces mesures visent à améliorer la rapidité et l'accessibilité des paiements dans l'UE,.
En juillet 2024, quatre fédérations européennes de commerçants et distributeurs dénoncent auprès de la direction générale de la concurrence de la commission européenne le « manque de concurrence dû aux pratiques et à la taille dominante des systèmes internationaux de cartes et de portefeuilles dans l’Union européenne », citant Visa et Mastercard. Elles appellent par ailleurs à « des mesures urgentes ».

### Projet Wero

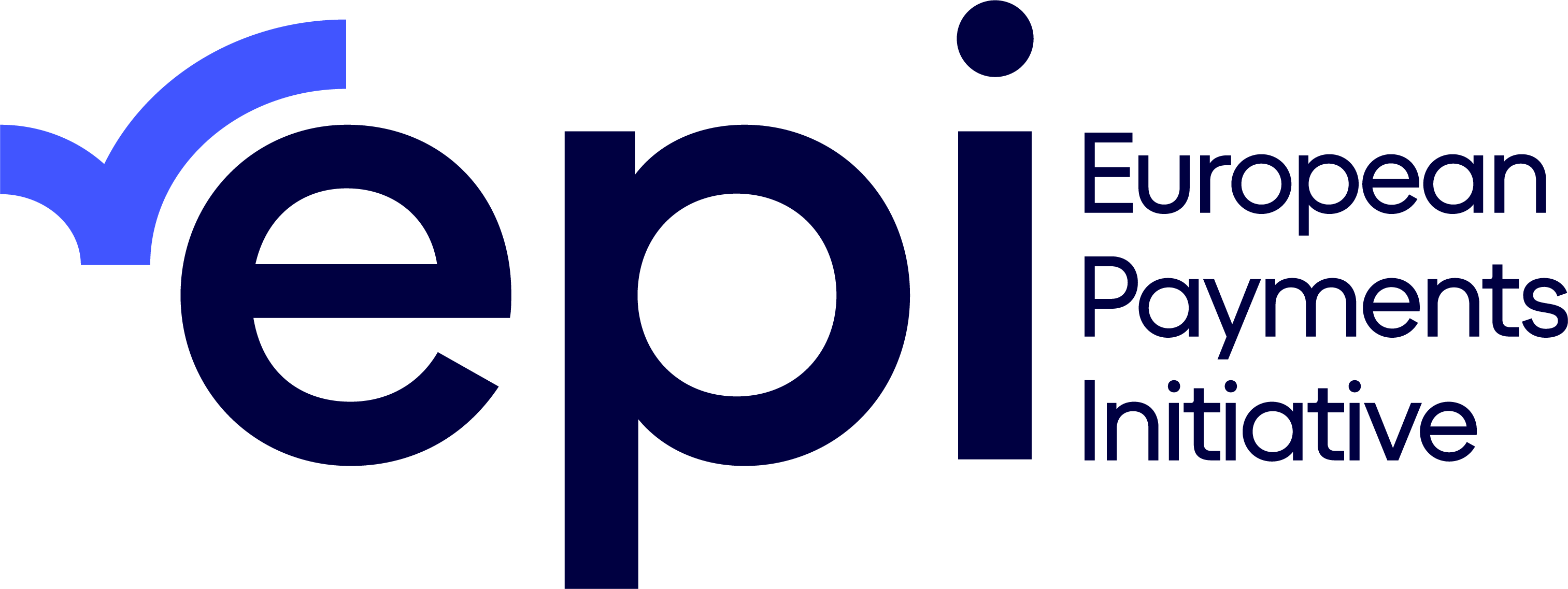
Logo de la European Payments Initiative (EPI) à partir de mars 2023.

Wero est un mot-valise composé de l'anglais : we (« nous ») et d'euro, mais aussi de l'italien : vero (« vrai »).
Le projet est porté par l'European Payments Initiative (EPI), il vise une plus grande indépendance par rapport aux prestataires de services de paiement américains de paiement par carte bancaire tels que Visa et Mastercard, du paiement en ligne tel que PayPal, ou encore du mobile tels que Apple Pay et Google Pay,,.
Fin novembre 2021, 22 établissements bancaires sont membres du projet d'EPI.
En avril 2023, plusieurs établissements représentatifs du système bancaire dans leurs pays respectifs, quittent l'EPI par crainte qu'une nouvelle infrastructure technique rendue nécessaire pour le projet de carte bancaire, nécessite la mise en place de nouveaux terminaux de paiement électronique chez les commerçants, la mise à jour ou le remplacement de distributeurs de billets, comme de l'ensemble des cartes bancaires des clients. À la suite de ces départs, l'EPI abandonne le projet de carte bancaire. Cette scission mène à la fondation d'une seconde initiative dans le sud de l'Europe, l'European payments alliance (EuroPA).
La société acquiert, fin 2023, deux prestataires de solutions techniques de paiement Currence iDEAL aux Pays-Bas et Payconiq International au Luxembourg.

### Structures préexistantes

#### Paylib

Le service Paylib intégré dans Wero en mars 2025.

Le service de paiement Paylib, fondé le 24 septembre 2013 par le groupement d'intérêt économique Paylib Services, regroupe plusieurs groupes bancaires français. En septembre 2024, Paylib compte 15 millions d’utilisateurs actifs mensuels, pour six milliards d’euros échangés sur les douze derniers mois.
La mise en service de Wero entraîne la disparition de Paylib, en mars 2025,.

#### Giropay
Giropay (de) en Allemagne, détenait une part de marché de 0,4 % en 2023 et ne devrait plus être rentable en raison de coûts fixes élevés. Il est décidé d'arrêter le service de paiement en collaboration avec le prestataire Paydirekt (de) en fin d'année 2024 et de développer progressivement un nouveau service de paiement. Le défaut de l’ancien service de paiement résidait dans la configuration compliquée et au temps relativement long tant pour les clients que pour les commerçants. Les comptes Paydirekt sont clôturés en fin d'année 2024.

### Ouverture du service
Le 2 juillet 2024, le projet est déployé en Belgique auprès des établissements Belfius, KBC / CBC et en Allemagne auprès de l'Association nationale des banques coopératives allemandes et Sparkassen-Finanzgruppe.
En août 2024, PSD Banken (en) (Braunschweig, Nuremberg, Ouest) et Sparda-Banken (en) Berlin, Hambourg, sud-ouest, installe Wero en Allemagne.
Les membres français du projet Wero sont la BNP Paribas (BNP Paribas, Hello bank!, Nickel), BPCE (les Banques populaires, les Caisses d'épargne, Crédit coopératif), Crédit Agricole (les Crédit Agricole, Crédit lyonnais, BforBank), Crédit Mutuel Alliance Fédérale (les Crédit mutuel, Crédit industriel et commercial,  Monabanq), Crédit mutuel Arkéa (Crédit Mutuel de Bretagne, Crédit Mutuel du Sud-Ouest, Fortuneo, Max), La Banque Postale (La Banque postale, Ma French Bank) et la Société générale (SG, Boursorama),. Ceux-ci déploient le service entre septembre et novembre 2024.
En septembre 2024, Wero rassemble 14 établissements bancaires de cinq pays (Allemagne, Belgique, France, Luxembourg et Pays-Bas), représentant 64 % des paiements des particuliers en Europe. L'investissement dans la solution de paiement représente, selon l'une d'elles, « quelques dizaines de millions » d’euros d’investissements pour chacune des grandes banques impliquées.
ING Belgique installe Wero le 19 novembre 2024.
Le Crédit mutuel Arkéa l'installe en janvier 2025. D'autres banques souhaitent proposer ce service, à l'instar de la banque néerlandaise ING, ainsi que des prestataires de services de paiement tels que Worldline en France et Nexi en Italie.
Revolut annonce sa participation au consortium EPI et intègre le service Wero pour ses clients français, allemands et belges à partir de juillet 2025. Wero revendique 40 millions d'utilisateurs enregistrés.

## Fonctionnalités

### Paiement instantané
La solution de Wero permet l’envoi, la demande et la réception d’argent sans frais, en paiement instantané de moins de 10 secondes — par le biais du virement SEPA —, à partir d'un numéro de téléphone mobile ou d'une adresse électronique, sans avoir à communiquer son IBAN,.

## Condition d'usage
La solution de paiement nécessite d'être client particulier d'une banque partenaire et d'activer depuis un smartphone — sur son application mobile bancaire ou l’application Wero —, la liaison d'un compte courant détenu par l'utilisateur à son numéro de téléphone mobile .
L'EPI, qui comprend toujours 16 des 32 prestataires de services financiers d'origine, émet en décembre 2023 une opération pilote entre la banque allemande Sparkasse Elbe-Elster (de) et la banque française Banque populaire sur la base de la solution de paiement entièrement développée SCT-Inst SEPA. L'EPI souhaite lancer le portefeuille numérique Wero Wallet avec des paiements de mobile à mobile en Belgique, en Allemagne et en France, et proposer également sa propre application mobile, de sorte que, selon le fournisseur, presque tous les clients des banques de ces pays seront en capacité d'utiliser Wero. Il devrait être comparable à Twint en Suisse ou MobilePay (da) au Danemark. En Allemagne, la Sparkasse, la Postbank, la Deutsche Bank et ING veulent se lancer,. Les banques membres de l'EPI souhaitent également mettre en œuvre des services basés sur l'espace unique de paiement en euros (SEPA) et sur la base des numéros de téléphones mobiles enregistrés auprès des banques dans leurs propres applications, notamment la Deutsche Bank, la DZ Bank et le Sparkassen-Finanzgruppe. Aux Pays-Bas, la banque centrale a fait du succès une condition pour migrer IDEAL (de) vers la plateforme européenne.

### Autres services
Le projet envisage de mettre en place dès 2025 la demande d’argent et la génération de code QR pour accroître la confidentialité et le paiement aux professionnels indépendants sans terminal de paiement électronique, puis pour 2026 le commerce en ligne et le paiement stationnaire. L'ajout de services complémentaires comme le programme de fidélisation ou les offres de cash back sont également envisagés,.

## Critiques

### Date de mise en service
Selon le cabinet britannique de conseil en gestion Capco, l'entrée de Wero sur le marché arrive trop tard pour beaucoup, le train « n'a pas encore complètement quitté le sol, mais est déjà en bonne voie ». Fin 2021, le Center for Financial Studies (de) considère l’Europe comme la « dernière opportunité d’établir un système de paiement capable de suivre le rythme de la concurrence mondiale », notamment face à la concurrence américaine. Les frais du concessionnaire sont considérés comme un facteur central de succès. Selon le quotidien allemand Börsen-Zeitung, l'Europe risque de perdre le contact avec les innovations. Cela dit, d'autres plateformes d'information, telle la plateforme allemande Ole Matthiessen Deutsche Bank Cash Management, annoncent que l'EPI et le projet d'euro numérique de la Banque centrale européenne doivent être mis en œuvre dans le cadre d'un partenariat public-privé.

### Dépendance nord-américaine
Le système de paiement Wero fonctionne via une application mobile, il se dispense des cartes bancaires américaines Visa et Mastercard, mais reste dépendant des deux systèmes d'exploitation mobiles nord-américains iOS et Android, exigés pour fonctionner.